# Jules Henri de Sibour
Pour les articles homonymes, voir Sibour.
Jules Gabriel Henri de Sibour, né le 23 décembre 1872 à Paris et mort le 4 novembre 1938 à Washington, est un architecte français de style Beaux-Arts.

## Biographie
Jules Gabriel Henri de Sibour était le fils du vicomte Gabriel de Sibour et de Mary Louisa Johnson originaire de Belfast dans l'État du Maine. Il arriva enfant aux États-Unis et fit sa scolarité dans le New Hampshire. Il fut diplômé de l'université Yale en 1896, où il fut membre de la société secrète Skull and Bones.
Il travailla avec les architectes Bruce Price et Ernest Flagg. Ensuite il retourna en France parfaire son éducation artistique à l'École des beaux-arts de Paris.
Revenu aux États-Unis, il se marie, en 1898, avec Margaret Marie Clagett. Il s'associe avec Bruce Price et ouvre deux cabinets d'architectes (New York et Washington), mais en 1903, Price meurt. Jules Sibour continue la société au nom de « Bruce Price et Sibour ». En 1910, il ferme l'agence de New York et recentre son activité sur la capitale fédérale. 
Il va élaborer les plans d'architecte de nombreuses maisons particulières, hôtels privés, résidences diverses, théâtres, immeubles de bureaux (dont le United States Public Health Service Building) et ambassades (notamment l'actuelle résidence de l'ambassadeur de France).